# Khulm
Khulm és una població de l'Afganistan antigament anomenada Tashkurgan o Tash-Kurgan, a la província de Balkh, al nord del país a uns 55 km a l'est de Mazar-i Sharif. A poca distància al nord hi ha les ruïnes de l'antiga ciutat d'Aornos que va subsistir fins a la meitat del segle xvi. La seva població s'assenyala en 30.000 persones. Al dia d'avui no consta però no deu ser gaire diferent, ja que tot el districte té 49.207 habitants repartits en 79 pobles. La superfície del districte és de 3.045 km². A les darreres eleccions presidencial del setembre del 2009 el nombre d'habitants oficialment era de 65.800 i van votar suposadament unes 38.000 persones.
És un centre agrícola amb fruita abundant. Hi ha un notable mercat cobert i se centre comercial de bens i llana. El clima és sa. La ciutat està regada pel riu Khulm que rega una estreta vall de l'Hindu Kush passant per Haybak, Khulm i arribant més al sud a l'Oxus.
Aornos hauria estat conquerida per Alexandre el Gran vers el 330 o 329 aC. El 708/709 quan l'àrab Qutayba ibn Múslim va fer el darrer atac contra el príncep heftalita Trakhan Nizak, va passar per la vall de Khulm. El 737 quan Asad ibn Abd Allah al-Kasri va intentar expulsat del Tukharistan a les tropes col·ligades del kakhan Su Lu dels Turcs Occidentals, el rebel al-Harith ibn Suraydj i els prínceps locals de la vall dels principat de la vall de l'Oxus i de Sogdiana, les forces turques van intentar ocupar la ciutat, però sense èxit. Una vegada pacificat es van establir al districte tribus àrabs: tamim, kays, azd i bakr.
Al final del segle X lluitaven prop de Khulm els safàrides i altres aspirants al control del Khorasan, entre els quals Àhmad ibn Abd-Al·lah al-Khujistaní, que el 881/882 va derrotar prop de la ciutat a Abu-Talha Mansur ibn Xarkab, aliat d'Amr ibn al-Layth.
A la ciutat va néixer el famós poeta Kab ibn Àhmad, a més de diversos juristes i religiosos.
En els segles següents va estar sota domini de diverses dinasties turques: karakhànides, seljúcides, timúrides i la regió fou turquitzada. Modernament aquesta regió està habitada pels uzbeks, un dels grups turcs.
Després del regnat de Nadir Shah de Pèrsia (mort el 1747) va prendre el poder un senyor local uzbek, Kilidj Ali Beg, que portava el títol d'atalik que havia rebut dels durranis de Kabul i encara que era tributari d'aquestos va quedar en completa independència amb l'encàrrec de defensar al frontera del nord. Després de Kilij Ali Beg van governar els seus fills. Els uzbeks feien incursions al sud de l'Oxus i per aquesta causa al segle xix la seu del govern de Khulm es va haver de traslladar a la millor protegida Tash Kurghan a uns 6 km al sud, que va esdevenir la nova vila de Khulm quedant progressivament abandonada la vella. En aquest segle xix fou visitada per diversos viatgers britànics com Elphinstone (1809) que diu que hi havia unes 8000 cases, V. Moorcroft (1824) que diu que estava governada per un atalik fill de Kilij Ali Beg, de nom Muhammad Amin Beg, sota sobirania del tirànic Muhammad Murad Beg de Kunduz (que exercia el domini sobre Kunduz, Khulm, i gran part de la regió de al nord de l'Hindu Kush) i que els habitants de la vella Khulm foren obligats a establir-se a Kunduz i Burnes (1832) que fixava en un 10.000 habitants la població de la nova Khulm. El domini de Kunduz va durar almenys fins al 1841, però el atalik va seguir governant fin a una data incerta entre 1849 i 1852 quan Dost Muhammad de Kabul va imposar la seva autoritat al Badakhxan i al principat de Khulm.
Al la segona meitat del segle XX amb la nova divisió provincial va formar part de la província de Samangan. El 1988 el districte de Khulm fou transferit a la província de Balkh.